# Torneo de Oeiras
El Torneo de Oeiras (denominado oficialmente Portugal Open y anteriormente llamado Estoril Open) fue el torneo oficial portugués de tenis más importante en su momento. Formó parte de la serie ATP World Tour 250 y se jugaba anualmente en Jamor, Oeiras, a pesar de que su nombre anterior indicara la localidad cercana de Estoril. Formó parte de la serie de torneos europeos sobre tierra batida previos a Roland Garros. El torneo fue creado por João Lagos en la ciudad de Estoril en 1990, mientras que la rama femenina del torneo comenzó en 1998.
Los tenistas más laureados son el austriaco Thomas Muster, los argentinos David Nalbandián y Juan Martín del Potro y los españoles Carlos Costa y Albert Montañés, que lo han ganado en 2 ocasiones cada uno.
La tenista más laureada es la española Magüi Serna que lo ganó en 2 ocasiones.
A partir de 2013 el torneo pasa de llamarse Estoril Open a Portugal Open.
En el 2015 el torneo fue cancelado debido a la falta de patrocinio. Un nuevo torneo, Millennium Estoril Open, organizado por el extenista neerlandés Benno van Veggel y agente de fútbol portugués Jorge Mendes, fue creado en su lugar, pasando de Oeiras a Cascais.

## Palmarés

### Individual masculino
| Año  | Campeón                | Subcampeón        | Resultado         |
| ---- | ---------------------- | ----------------- | ----------------- |
| 1990 | Emilio Sánchez Vicario | Franco Davín      | 6-3, 6-1          |
| 1991 | Sergi Bruguera         | Karel Novacek     | 7-6, 6-1          |
| 1992 | Carlos Costa           | Sergi Bruguera    | 4-6, 6-2, 6-2     |
| 1993 | Andrei Medvedev        | Karel Novacek     | 6-4, 6-2          |
| 1994 | Carlos Costa           | Andrei Medvedev   | 4-6, 7-5, 6-4     |
| 1995 | Thomas Muster          | Albert Costa      | 6-4, 6-2          |
| 1996 | Thomas Muster          | Andrea Gaudenzi   | 7-6, 6-4          |
| 1997 | Àlex Corretja          | Francisco Clavet  | 6-3, 7-5          |
| 1998 | Alberto Berasategui    | Thomas Muster     | 3-6, 6-1, 6-3     |
| 1999 | Albert Costa           | Todd Martin       | 7-6, 2-6, 6-3     |
| 2000 | Carlos Moyá            | Francisco Clavet  | 6-3, 6-2          |
| 2001 | Juan Carlos Ferrero    | Félix Mantilla    | 7-6, 4-6, 6-3     |
| 2002 | David Nalbandián       | Jarkko Nieminen   | 6-4, 7-6          |
| 2003 | Nikolay Davydenko      | Agustín Calleri   | 6-4, 6-3          |
| 2004 | Juan Ignacio Chela     | Marat Safin       | 6-7, 6-3, 6-3     |
| 2005 | Gastón Gaudio          | Tommy Robredo     | 6-1, 2-6, 6-1     |
| 2006 | David Nalbandián       | Nikolay Davydenko | 6-3, 6-4          |
| 2007 | Novak Djokovic         | Richard Gasquet   | 7-6(7), 0-6, 6-1  |
| 2008 | Roger Federer          | Nikolay Davydenko | 7-6(5), 1-2, ret. |
| 2009 | Albert Montañés        | James Blake       | 5-7, 7-6(6), 6-0  |
| 2010 | Albert Montañés        | Frederico Gil     | 6-2, 6-7(4), 7-5  |
| 2011 | Juan Martín Del Potro  | Fernando Verdasco | 6-2, 6-2          |
| 2012 | Juan Martín Del Potro  | Richard Gasquet   | 6-4, 6-2          |
| 2013 | Stanislas Wawrinka     | David Ferrer      | 6-1, 6-4          |
| 2014 | Carlos Berlocq         | Tomáš Berdych     | 0-6, 7-5, 6-1     |

### Individual femenino
| Año  | Campeona                  | Subcampeona         | Resultado         |
| ---- | ------------------------- | ------------------- | ----------------- |
| 1999 | Katarina Srebotnik        | Rita Kuti Kis       | 6-3, 6-1          |
| 2000 | Anke Huber                | Nathalie Dechy      | 6-1, 1-6, 7-5     |
| 2001 | Ángeles Montolio          | Elena Bovina        | 3-6, 6-3, 6-2     |
| 2002 | Magüi Serna               | Anca Barna          | 6-4, 6-2          |
| 2003 | Magüi Serna               | Julia Schruff       | 6-4, 6-1          |
| 2004 | Emilie Loit               | Iveta Benešová      | 7-5, 7-6          |
| 2005 | Lucie Šafářová            | Na Li               | 6-7, 6-4, 6-3     |
| 2006 | Jie Zheng                 | Na Li               | 6-7(5), 7-5, ret. |
| 2007 | Greta Arn                 | Victoria Azarenka   | 2-6, 6-1, 7-6(3)  |
| 2008 | María Kirilenko           | Iveta Benešová      | 6-4, 6-2          |
| 2009 | Yanina Wickmayer          | Yekaterina Makarova | 7-5, 6-2          |
| 2010 | Anastasija Sevastova      | Arantxa Parra       | 6-2, 7-5          |
| 2011 | Anabel Medina             | Kristina Barrois    | 6-1, 6-2          |
| 2012 | Kaia Kanepi               | Carla Suárez        | 3-6, 7-6(6), 6-4  |
| 2013 | Anastasiya Pavliuchenkova | Carla Suárez        | 7-5, 6-2          |
| 2014 | Carla Suárez              | Svetlana Kuznetsova | 6-4, 3-6, 6-4     |

### Dobles masculino
| Año  | Campeones                              | Subcampeones                           | Resultado           |
| ---- | -------------------------------------- | -------------------------------------- | ------------------- |
| 1990 | Sergio Casal Emilio Sánchez            | Omar Camporese Paolo Canè              | 7-5, 4-6, 7-5       |
| 1991 | Paul Haarhuis Mark Koevermans          | Tom Nijssen Cyril Suk                  | 6-3, 6-3            |
| 1992 | Hendrik Jan Davids Libor Pimek         | Luke Jensen Laurie Warder              | 3-6, 6-3, 7-5       |
| 1993 | David Adams Andrei Olhovskiy           | Menno Oosting Udo Riglewski            | 6-3, 7-5            |
| 1994 | Cristian Brandi Federico Mordegan      | Richard Krajicek Menno Oosting         | ret.                |
| 1995 | Yevgeny Kafelnikov Andrei Olhovskiy    | Marc-Kevin Goellner Diego Nargiso      | 5-7, 7-5, 6-2       |
| 1996 | Tomás Carbonell Francisco Roig         | Tom Nijssen Greg Van Emburgh           | 6-3, 6-2            |
| 1997 | Gustavo Kuerten Fernando Meligeni      | Andrea Gaudenzi Filippo Messori        | 6-2, 6-2            |
| 1998 | Donald Johnson Francisco Montana       | David Roditi Fernon Wibier             | 6-1, 2-6, 6-1       |
| 1999 | Tomás Carbonell Donald Johnson         | Jiří Novák David Rikl                  | 6-3, 2-6, 6-1       |
| 2000 | Donald Johnson Piet Norval             | David Adams Joshua Eagle               | 6-4, 7-5            |
| 2001 | Radek Štěpánek Michal Tabara           | Donald Johnson Nenad Zimonjić          | 6-4, 6-1            |
| 2002 | Karsten Braasch Andrei Olhovskiy       | Simon Aspelin Andrew Kratzmann         | 6-3, 6-3            |
| 2003 | Mahesh Bhupathi Max Mirnyi             | Lucas Arnold Ker Mariano Hood          | 6-1, 6-2            |
| 2004 | Juan Ignacio Chela Gastón Gaudio       | František Čermák Leoš Friedl           | 6-2, 6-1            |
| 2005 | František Čermák Leoš Friedl           | Juan Ignacio Chela Tommy Robredo       | 6-3, 6-4            |
| 2006 | Lukáš Dlouhý Pavel Vízner              | Lucas Arnold Ker Leoš Friedl           | 6-3, 6-1            |
| 2007 | Marcelo Melo André Sá                  | Martín García Sebastián Prieto         | 3-6, 6-2, [10-6]    |
| 2008 | Jeff Coetzee Wesley Moodie             | Jamie Murray Kevin Ullyett             | 6-2, 4-6, [10-8]    |
| 2009 | Eric Butorac Scott Lipsky              | Martin Damm Robert Lindstedt           | 6-3, 6-2            |
| 2010 | Marc López David Marrero               | Pablo Cuevas Marcel Granollers         | 6-7(1), 6-4, [10-4] |
| 2011 | Eric Butorac Jean-Julien Rojer         | Marc López David Marrero               | 6-3, 6-4            |
| 2012 | Aisam-ul-Haq Qureshi Jean-Julien Rojer | Julian Knowle David Marrero            | 7-5, 7-5            |
| 2013 | Santiago González Scott Lipsky         | Aisam-ul-Haq Qureshi Jean-Julien Rojer | 6-3, 4-6, [10-7]    |
| 2014 | Santiago González Scott Lipsky         | Pablo Cuevas David Marrero             | 6-3, 3-6, [10-8]    |

### Dobles femenino
| Año  | Campeonas                               | Subcampeonas                               | Resultado        |
| ---- | --------------------------------------- | ------------------------------------------ | ---------------- |
| 1999 | Alicia Ortuño Cristina Torrens Valero   | Rita Kuti-Kis Anna Földényi                | 7-6, 3-6, 6-3    |
| 2000 | Tina Križan Katarina Srebotnik          | Amanda Hopmans Cristina Torrens Valero     | 6-0, 7-6         |
| 2001 | Kveta Hrdlickova Barbara Rittner        | Tina Križan Katarina Srebotnik             | 3-6, 7-5, 6-1    |
| 2002 | Elena Bovina Zsófia Gubacsi             | Barbara Rittner Maria Vento-Kabchi         | 6-3, 6-1         |
| 2003 | Petra Mandula Patricia Wartusch         | Maret Ani Emmanuelle Gagliardi             | 6-7, 7-6, 6-2    |
| 2004 | Emmanuelle Gagliardi Janette Husárová   | Olga Blahotová Gabriela Navrátilová        | 6-3, 6-2         |
| 2005 | Ting Li Tiantian Sun                    | Michaella Krajicek Henrieta Nagyová        | 6-3, 6-1         |
| 2006 | Ting Li Tiantian Sun                    | Gisela Dulko María Antonia Sánchez Lorenzo | 6-2, 6-2         |
| 2007 | Andreea Ehritt-Vanc Anastasía Rodiónova | Lourdes Domínguez Arantxa Parra            | 6-3, 6-2         |
| 2008 | Maria Kirilenko Flavia Pennetta         | Mervana Jugić-Salkić İpek Şenoğlu          | 6-4, 6-4         |
| 2009 | Raquel Kops-Jones Abigail Spears        | Sharon Fichman Katalin Marosi              | 2-6, 6-3, [10-5] |
| 2010 | Sorana Cîrstea Anabel Medina            | Vitalia Diatchenko Aurelie Vedy            | 6-1, 7-5         |
| 2011 | Alisa Kleybanova Galina Voskoboeva      | Eleni Daniilidou Michaella Krajicek        | 6-4, 6-2         |
| 2012 | Chia-Jung Chuang Shuai Zhang            | Yaroslava Shvedova Galina Voskoboeva       | 4-6, 6-1, [11-9] |
| 2013 | Chan Hao-ching Kristina Mladenovic      | Darija Jurak Katalin Marosi                | 7-6(3), 6-2      |
| 2014 | Cara Black Sania Mirza                  | Eva Hrdinová Valeria Solovyeva             | 6-4, 6-3         |